# Mohammad Ali Ramazani Dastak
Mohammad Ali Ramazani Dastak (23 de abril de 1963-29 de febrero de 2020) fue un político iraní que fue elegido al Parlamento iraní en las elecciones de 2020. 

## Biografía
Ramazani nació el 23 de abril de 1963 en Dastak irán también luchó en la guerra entre Irán-Irak de 1980 a 1988. Murió el 29 de febrero de 2020 en Rasht Guilán. La causa de su muerte no esta clara. El ministerio de salud iraní dijo que se debió a la Gripe  aunque otras fuentes, incluida la BBC, informaron que murió de un nuevo coronavirus.